# Sclerorrhinella
Sclerorrhinella är ett släkte av skalbaggar. Sclerorrhinella ingår i familjen vivlar.
Kladogram enligt Catalogue of Life:
| Sclerorrhinella | \| \| Sclerorrhinella crawshawi \| \| \| \| \| \| Sclerorrhinella geniculata \| \| \| \| \| \| Sclerorrhinella granuliceps \| \| \| \| \| \| Sclerorrhinella mangleri \| \| \| \| \| \| Sclerorrhinella manglesi \| \| \| \| \| \| Sclerorrhinella melanopsis \| \| \| \| |
|                 | \| \| Sclerorrhinella crawshawi \| \| \| \| \| \| Sclerorrhinella geniculata \| \| \| \| \| \| Sclerorrhinella granuliceps \| \| \| \| \| \| Sclerorrhinella mangleri \| \| \| \| \| \| Sclerorrhinella manglesi \| \| \| \| \| \| Sclerorrhinella melanopsis \| \| \| \| |
|                 | Sclerorrhinella crawshawi |
|                 | |
|                 | Sclerorrhinella geniculata |
|                 | |
|                 | Sclerorrhinella granuliceps |
|                 | |
|                 | Sclerorrhinella mangleri |
|                 | |
|                 | Sclerorrhinella manglesi |
|                 | |
|                 | Sclerorrhinella melanopsis |
|                 | |